# Kilyana obrieni
Kilyana obrieni är en spindelart som beskrevs av Raven och Kylie S. Stumkat 2005. Kilyana obrieni ingår i släktet Kilyana och familjen Zoropsidae.
Artens utbredningsområde är Queensland. Inga underarter finns listade i Catalogue of Life.